# Processo verbale di constatazione
Il processo verbale di constatazione (p.v.c.) è un atto redatto dall'Amministrazione Finanziaria a conclusione dello svolgimento di attività istruttorie, quali: accessi, ispezioni e verifiche.
Nel processo verbale di constatazione vengono fatte rilevare le violazioni di legge riscontrate e eventuali irregolarità commesse dal contribuente negli adempimenti degli obblighi fiscali;

inoltre possono essere riportate le osservazioni e i rilievi del contribuente e del professionista che eventualmente lo assiste. 
Sulla base del processo verbale di constatazione l'ufficio competente può emettere l'avviso di accertamento per il recupero delle imposte evase e per l'irrogazione delle conseguenti sanzioni.

## Accesso, ispezioni e verifiche
I poteri di accesso, ispezioni e verifiche possono essere definiti quali poteri istruttori maggiori, attribuiti all’Amministrazione finanziaria. L'esercizio di tali poteri comporta una maggiore incisività sulla sfera giuridica del contribuente. La disciplina di riferimento è l’articolo 33 del D.P.R. 29 settembre 1973 n. 600 in materia di accertamento di imposta sui redditi e l’articolo 52 D.P.R. 26 ottobre 1972 n. 633 in materia di IVA. 
Nello specifico il potere di accesso consiste nella possibilità, attribuita ai funzionari dell’Agenzia delle entrate e ai militari della Guardia di Finanza, di entrare nei luoghi di pertinenza del contribuente al fine di svolgere le attività di controllo. Con luoghi di pertinenza si fa riferimento ai luoghi in cui il contribuente svolge le sue attività economiche e/o spende la sua vita privata. 
Tali indagini consistono di norma in ispezioni e verifiche: le prime riguardano i documenti, quali ad esempio la contabilità; le seconde fanno riferimento ad ogni altra ricerca e rilevazione utile a limitare il fenomeno dell’evasione e della violazione delle norme tributarie.
Per quanto riguarda l’accesso, l’ingresso dei funzionari nei suddetti luoghi di pertinenza è subordinato ad un’autorizzazione da parte del Direttore dell’Agenzia delle Entrate che deve essere esibita al momento dell’accesso e deve contenere le ragioni dell’indagine. 
Essendo l’esercizio di questi poteri particolarmente invasivo nei confronti del contribuente, l’articolo 12 dello Statuto del contribuente prevede un limite temporale, consistente in 30 giorni prorogabili una sola volta per ragioni di urgenza, oltre il quale l’Ufficio competente non può più permanere presso i locali del contribuente.

## Processo verbale di constatazione

### Contenuto
Il processo verbale di constatazione è un atto istruttorio redatto a conclusione delle attività di verifica. La disciplina di riferimento è l’articolo 12 comma 4 dello Statuto del contribuente.
Il p.v.c. deve dare immediata evidenza di alcuni elementi, quali: il fatto oggetto dell’attività istruttoria; le circostanze in cui opera l’azienda; gli atti di controllo formali e sostanziali compiuti; le contestazioni e i rilievi; le sanzioni applicabili per le fattispecie contestate; il riepilogo delle violazioni e delle sanzioni riferite ai singoli tributi per ogni periodo d’imposta contestato e, per ultimo, le eventuali segnalazioni da indirizzare ad altri organi e Amministrazioni competenti.
La parte conclusiva del processo verbale di constatazione deve contenere: le dichiarazioni spontanee del contribuente; le indicazioni riguardanti la documentazione ritirata ed allegata al verbale; il potere dell’Amministrazione Finanziaria di eseguire ulteriori attività di indagine fino alla scadenza del termine previsto per legge; le informazioni di garanzia per il contribuente; l’indicazione degli atti allegati al verbale. 
La mancanza di motivazione oppure l'illogicità dei rilievi contenuti nel p.v.c., non minacciano la legittimità dell'atto in sé, in quanto trattasi di un atto endoprocedimentale che non incide sulla sfera giuridica o patrimoniale del contribuente. Al contrario, potrebbero costituire cause di illegittimità dell’atto impositivo, successivo al processo verbale di constatazione, nel caso in cui quest’ultimo si limitasse a fare riferimento al contenuto istruttorio e alla motivazione del pvc, secondo la prassi della motivazione per relationem.
Il processo verbale di constatazione deve essere sottoscritto dal contribuente o dal suo rappresentante legale. Il contribuente avrà poi diritto ad averne una copia.
In caso di mancata sottoscrizione, i verificatori ne danno atto nel p.v.c. indicandone il motivo. In seguito dovranno notificare l’atto così come stabilito dall’articolo 60 D.P.R. 600/1973. La firma apposta dal ricevente alla notifica dell’atto vale come conferma della recezione del medesimo.

### Efficacia probatoria
Essendo un atto redatto da pubblici ufficiali nell’esercizio delle proprie funzioni, il p.v.c. è fidelfacente e cioè fa piena prova fino a querela di falso, ai sensi dell’articolo 2700 c.c., limitatamente alle dichiarazioni rese e alle attività svolte in presenza dei verbalizzanti.
Alle dichiarazioni contenute all’interno del p.v.c. va riconosciuto valore indiziario. Qualora tali dichiarazioni venissero rafforzate da ulteriori elementi di prova, potrebbero comunque concorrere al convincimento del giudice. 
La giurisprudenza ha attribuito valore di confessione alle dichiarazioni rese dal contribuente in sede di contraddittorio con i verbalizzanti. Tali dichiarazioni sono idonee ad accertare un maggiore imponibile, essendo prove dirette e non indiziarie. 
Con riguardo, invece, alle valutazioni giuridiche dei verbalizzanti, queste non hanno alcuna efficacia vincolante né nei confronti del contribuente né tantomeno nei confronti del giudice o per lo stesso Ufficio competente ad emanare l’avviso di accertamento. Sulla base delle suddette dichiarazioni è però possibile iscrivere ipoteca legale o compiere un sequestro conservativo.

### Facoltà del contribuente
Dopo aver consegnato il p.v.c., il contribuente ha un termine di 60 giorni per poter presentare le sue osservazioni e richieste che verranno valutate dall’Ufficio competente. Trattasi di un termine di improcedibilità, prima dello scadere dei 60 giorni l'Ufficio competente non potrà emanare l’avviso di accertamento, pena la nullità dell’atto. La giurisprudenza individua il suddetto termine come condizione di legittimità dell’accertamento. Ciò significa che il contribuente può impugnare l’atto per il mero fatto di aver violato il termine, senza necessità di entrare nel merito della pretesa. Il vizio non è rilevabile d’ufficio. 
L’Amministrazione avrà l’obbligo di valutare le osservazioni e le dichiarazioni presentate dal contribuente, ma non anche di riportarle nell’atto impositivo. L’avviso di accertamento sarà però illegittimo se l’Amministrazione ammette di non averle valutate.